# 栋戈
栋戈（義大利語：Dongo）是意大利科莫省的一个市镇。总面积7.52平方公里，人口3481人，人口密度462.9人/平方公里（2009年）。ISTAT代码为013090。

## 友好城市
- 法國阿罗芒什莱班